# 萨沙·伊利奇
萨沙·伊利奇（羅馬化：Saša Ilić，1977年12月30日—），塞尔维亚男子足球运动员，场上位置是中场。他曾代表塞尔维亚和黑山参加2006年国际足联世界杯，结果队伍止步小组赛阶段。